# پراتاپگار
پراتاپگار (به انگلیسی: Pratapgarh) یک منطقهٔ مسکونی در هند است که در Pratapgarh district واقع شده‌است. پراتاپگار ۴۲٬۰۷۹ نفر جمعیت دارد و ۴۹۱ متر بالاتر از سطح دریا واقع شده‌است.